# Otok Nartski
Otok Nartski – wieś w Chorwacji, w żupanii zagrzebskiej, w gminie Rugvica. W 2011 roku liczyła 199 mieszkańców.